# Discographie de Chic
Cet article traite de la discographie de Chic. Le groupe de disco et de funk américain Chic, fondé par les membres Nile Rodgers et Bernard Edwards, a sorti au cours de sa carrière discographique neuf albums studio, dont sept durant la période de 1977 à 1983. Après 1983, le groupe n'a plus enregistré d'album jusqu'en 1992 avec l'album Chic-ism. Depuis, le groupe a continué de faire des tournées et de sortir des albums live et de compilations. En 2018, le groupe sort le premier album studio en 26 ans, intitulé It's About Time.
Nile Rodgers et Bernard Edwards ont également produit des albums pour différents artistes entre 1978 et 1982. Ils ont parfois produit de la musique sous le nom de « The Chic Organization ».

## Albums

### Albums studio
| Titre                                                             | Détails | Meilleur classement | Meilleur classement | Meilleur classement | Meilleur classement | Meilleur classement | Meilleur classement | Meilleur classement | Meilleur classement | Meilleur classement | Meilleur classement | Ventes certifiées                     | Certifications                               |
| Titre                                                             | Détails | É-U                 | É-U R&B             | AUS ,               | CAN                 | ALL                 | P-B                 | NOR                 | SUE                 | SUI                 | R-U                 | Ventes certifiées                     | Certifications                               |
| ----------------------------------------------------------------- | --- | ------------------- | ------------------- | ------------------- | ------------------- | ------------------- | ------------------- | ------------------- | ------------------- | ------------------- | ------------------- | ------------------------------------- | -------------------------------------------- |
| Chic                                                              | - Sortie : 22 novembre 1977 - Label : Atlantic - Formats : 33 tours, cassette, 8-pistes                         | 27                  | 12                  | 67                  | 25                  | —                   | —                   | —                   | —                   | —                   | —                   | - : 500 000                           | - RIAA : Or                                  |
| C'est chic                                                        | - Sortie : 11 août 1978 - Label : Atlantic - Formats : 33 tours, cassette, 8-pistes                             | 4                   | 1                   | 18                  | 5                   | 10                  | 9                   | 20                  | 16                  | 6                   | 2                   | - : 1 000 000 - : 100 000 - : 100 000 | - RIAA : Platine - CRIA : Platine - BPI : Or |
| Risqué                                                            | - Sortie : 30 juillet 1979 - Label : Atlantic - Formats : 33 tours, cassette, 8-pistes                          | 5                   | 2                   | 75                  | 15                  | —                   | —                   | —                   | 37                  | —                   | 29                  | - : 1 000 000 - : 60 000              | - RIAA : Platine - BPI : Argent              |
| Real People                                                       | - Sortie : 30 juin 1980 - Label : Atlantic - Formats : 33 tours, cassette                                       | 30                  | 8                   | —                   | —                   | —                   | —                   | 33                  | 19                  | —                   | —                   |                                       |                                              |
| Take It Off                                                       | - Sortie : 16 novembre 1981 - Label : Atlantic - Formats : 33 tours, cassette                                   | 124                 | 36                  | —                   | —                   | —                   | —                   | —                   | —                   | —                   | —                   |                                       |                                              |
| Tongue in Chic                                                    | - Sortie : 1er novembre 1982 - Label : Atlantic - Formats : 33 tours, cassette                                  | 173                 | 47                  | —                   | —                   | —                   | —                   | —                   | —                   | —                   | —                   |                                       |                                              |
| Believer                                                          | - Sortie : 14 novembre 1983 - Label : Atlantic - Formats : 33 tours, cassette                                   | —                   | —                   | —                   | —                   | —                   | 14                  | —                   | —                   | —                   | —                   |                                       |                                              |
| Chic-ism                                                          | - Sortie : 3 mars 1992 - Label : Warner Bros. - Formats : 33 tours, cassette, CD                                | —                   | 39                  | —                   | —                   | 55                  | 44                  | —                   | 42                  | 40                  | —                   |                                       |                                              |
| It's About Time                                                   | - Sortie : 28 septembre 2018 - Label : Virgin EMI - Formats : 33 tours, cassette, CD, téléchargement, streaming | —                   | —                   | —                   | —                   | 72                  | 66                  | —                   | —                   | 28                  | 10                  |                                       |                                              |
| « — » indique que l'album n'est pas sorti ou classé dans le pays. | |                     |                     |                     |                     |                     |                     |                     |                     |                     |                     |                                       |                                              |

### Albumslive
| Titre                     | Détails                                                                          |
| ------------------------- | -------------------------------------------------------------------------------- |
| Live at the Budokan       | - Sortie : 23 février 1999 - Label : Sumthing Else - Formats : CD, cassette, DVD |
| A Night in Amsterdam      | - Sortie : 20 juin 2006 - Label : Universe - Formats : CD, DVD                   |
| An Evening with Chic      | - Sortie : 2015 - Label : Goldenlane - Formats : CD, DVD, vinyle                 |
| Best Of: Live at Paradiso | - Sortie : 2016 - Label : Wagram Music - Formats : CD, DVD                       |

### Compilations
| Titre                                                             | Détails                                                                              | Meilleur classement | Meilleur classement | Meilleur classement | Meilleur classement | Meilleur classement | Ventes certifiées | Certifications |
| Titre                                                             | Détails                                                                              | É-U                 | É-U R&B             | FRA                 | P-B                 | R-U                 | Ventes certifiées | Certifications |
| ----------------------------------------------------------------- | ------------------------------------------------------------------------------------ | ------------------- | ------------------- | ------------------- | ------------------- | ------------------- | ----------------- | -------------- |
| Les Plus Grands Succès de Chic: Chic's Greatest Hits              | - Sortie : décembre 1979 - Label : Atlantic - Formats : 33 tours, cassette, 8-pistes | 88                  | 44                  | —                   | 47                  | 30                  |                   |                |
| Freak Out: The Greatest Hits of Chic and Sister Sledge            | - Sortie : 1987 - Label : Atlantic, Telstar - Formats : 33 tours, cassette           | —                   | —                   | —                   | —                   | 72                  |                   |                |
| Up All Night                                                      | - Sortie : 28 juin 2013 - Label : Rhino - Formats : 33 tours, cassette               | —                   | —                   | 140                 | 86                  | —                   | - : 100 000       | - BPI : Or     |
| « — » indique que l'album n'est pas sorti ou classé dans le pays. |                                                                                      |                     |                     |                     |                     |                     |                   |                |

Liste complète
- 1979 : Les Plus Grands Succès De Chic: Chic's Greatest Hits (Atlantic)
- 1982 : Collection (Atlantic)
- 1988 : Freak Out: The Greatest Hits of Chic and Sister Sledge (Atlantic/WEA)
- 1990 : Megachic: Best of Chic (Warner/Atlantic)
- 1991 : Dance, Dance, Dance: The Best of Chic (Atlantic/Rhino/Warner)
- 1992 : The Best of Chic, Volume 2 (Atlantic/Rhino/Warner)
- 1995 : Everybody Dance (Rhino/Warner)
- 1996 : Chic Freak and More Treats (A440)
- 1997 : Dance, Dance, Dance & Other Hits (Rhino/Warner)
- 1998 : The Best of Chic & Remix (Atlantic)
- 1999 : The Very Best of Chic & Sister Sledge (Rhino/Warner)
- 2000 : The Very Best of Chic (Rhino/Warner)
- 2002 : Ultimate Chic (EastWest/Warner)
- 2005 : Good Times: The Very Best of the Hits & the Remixes (Chic & Sister Sledge) (Warner)
- 2005 : Het Beste van Chic (Warner)
- 2006 : The Definitive Groove Collection (Rhino/Warner)
- 2010 : Nile Rodgers presents The Chic Organization: Vol.1 Savoir Faire (box set, Rhino)
- 2011 : Original Album Series: Chic + C'est Chic + Risqué + Real People + Take It Off (Rhino/Atlantic)
- 2011 : Magnifique: The Very Best of Chic (Music Club Deluxe)
- 2013 : Up All Night (Rhino)
- 2018 : The Chic Organization (1977-1979) (Atlantic)
- 2018 : Dimitri from Paris presents... Le Chic Remix contient plusieurs remixes de Chic.

## Singles

### En tant qu'artiste principal
| Titre                                                               | Année | Meilleur classement | Meilleur classement | Meilleur classement | Meilleur classement | Meilleur classement | Meilleur classement | Meilleur classement | Meilleur classement | Meilleur classement | Meilleur classement | Certifications                                   | Album             |
| Titre                                                               | Année | É-U                 | É-U R&B             | É-U Dan             | É-U AC              | AUS                 | CAN                 | ALL                 | IRL ,               | P-B ,               | R-U                 | Certifications                                   | Album             |
| ------------------------------------------------------------------- | ----- | ------------------- | ------------------- | ------------------- | ------------------- | ------------------- | ------------------- | ------------------- | ------------------- | ------------------- | ------------------- | ------------------------------------------------ | ----------------- |
| Dance, Dance, Dance (Yowsah, Yowsah, Yowsah)                        | 1977  | 6                   | 6                   | 1                   | —                   | 28                  | 6                   | 40                  | 11                  | 22                  | 6                   | - RIAA : Or - BPI : Argent                       | Chic              |
| Everybody Dance                                                     | 1978  | 38                  | 12                  | 1                   | —                   | —                   | 45                  | —                   | 6                   | —                   | 9                   |                                                  | Chic              |
| Le Freak                                                            | 1978  | 1                   | 1                   | 1                   | 48                  | 1                   | 1                   | 5                   | 20                  | 2                   | 7                   | - RIAA : Platine - BPI : Or - CRIA : 2 × Platine | C'est chic        |
| I Want Your Love                                                    | 1978  | 7                   | 5                   | 1                   | 9                   | 81                  | 10                  | 27                  | 20                  | 14                  | 4                   | - RIAA : Or                                      | C'est chic        |
| Good Times                                                          | 1979  | 1                   | 1                   | 3                   | 26                  | 48                  | 2                   | 36                  | 21                  | 17                  | 5                   | - RIAA : Or - BPI : Argent                       | Risqué            |
| My Forbidden Lover                                                  | 1979  | 43                  | 33                  | 3                   | —                   | —                   | —                   | 47                  | 28                  | 23                  | 15                  |                                                  | Risqué            |
| My Feet Keep Dancing                                                | 1979  | 101                 | 42                  | 3                   | —                   | —                   | —                   | —                   | 18                  | —                   | 21                  |                                                  | Risqué            |
| Rebels Are We                                                       | 1980  | 61                  | 8                   | 29                  | —                   | —                   | —                   | —                   | —                   | —                   | —                   |                                                  | Real People       |
| Real People                                                         | 1980  | 79                  | 51                  | 29                  | —                   | —                   | —                   | —                   | —                   | —                   | —                   |                                                  | Real People       |
| 26                                                                  | 1980  | —                   | —                   | —                   | —                   | —                   | —                   | —                   | —                   | —                   | —                   |                                                  | Real People       |
| Stage Fright                                                        | 1981  | 105                 | 34                  | —                   | —                   | —                   | —                   | —                   | —                   | —                   | —                   |                                                  | Take It Off       |
| Soup for One                                                        | 1982  | 80                  | 14                  | —                   | —                   | —                   | —                   | —                   | —                   | —                   | —                   |                                                  | Soup for One      |
| Hangin'                                                             | 1982  | —                   | 48                  | —                   | —                   | —                   | —                   | —                   | —                   | 40                  | 64                  |                                                  | Tongue in Chic    |
| Give Me the Lovin'                                                  | 1983  | —                   | 57                  | —                   | —                   | —                   | —                   | —                   | —                   | —                   | —                   |                                                  | Believer          |
| You Are Beautiful                                                   | 1984  | —                   | —                   | —                   | —                   | —                   | —                   | —                   | —                   | 6                   | —                   |                                                  | Believer          |
| Party Everybody                                                     | 1984  | —                   | —                   | —                   | —                   | —                   | —                   | —                   | —                   | 43                  | —                   |                                                  | Believer          |
| Chic Cheer (1984 Mix)                                               | 1984  | —                   | —                   | —                   | —                   | —                   | —                   | —                   | —                   | —                   | 81                  |                                                  | single uniquement |
| Jack Le Freak                                                       | 1987  | —                   | —                   | 15                  | —                   | —                   | —                   | —                   | 13                  | 6                   | 19                  |                                                  | single uniquement |
| Good Times (New Single Mix '88)                                     | 1988  | —                   | —                   | —                   | —                   | —                   | —                   | —                   | —                   | 63                  | —                   |                                                  | single uniquement |
| MegaChic - Chic Medley                                              | 1990  | —                   | —                   | —                   | —                   | —                   | —                   | —                   | —                   | —                   | 58                  |                                                  | single uniquement |
| Chic Mystique                                                       | 1992  | —                   | 48                  | 1                   | —                   | —                   | —                   | 25                  | —                   | 19                  | 48                  |                                                  | Chic-ism          |
| Your Love                                                           | 1992  | —                   | —                   | 3                   | —                   | —                   | —                   | 91                  | —                   | 73                  | —                   |                                                  | Chic-ism          |
| I'll Be There (en)                                                  | 2015  | —                   | —                   | 1                   | —                   | —                   | —                   | —                   | —                   | —                   | 68                  |                                                  | single uniquement |
| Till the World Falls (feat. Mura Masa, Cosha et Vic Mensa)          | 2018  | —                   | —                   | —                   | —                   | —                   | —                   | —                   | —                   | —                   | —                   |                                                  | It's About Time   |
| Sober (feat. Craig David et Stefflon Don)                           | 2018  | —                   | —                   | —                   | —                   | —                   | —                   | —                   | —                   | —                   | —                   |                                                  | It's About Time   |
| « — » indique que le single n'est pas sorti ou classé dans le pays. |       |                     |                     |                     |                     |                     |                     |                     |                     |                     |                     |                                                  |                   |

### En collaboration
| Together (par Odyssey)                                                 | 1982 | —  | —  | —  | —  | Happy Together    |
| Le Freak (Wackside feat. Chic)                                         | 2003 | —  | —  | —  | —  | single uniquement |
| Sensitivity (The Shapeshifters & Chic)                                 | 2006 | 18 | 59 | 21 | 40 | Sound Advice      |
| « — » indique que la chanson n'est pas sortie ou classée dans le pays. |      |    |    |    |    |                   |

## Autres chansons classées
| You Can Get By                                                         | 1978 | —  | 1 | —  |    | Chic              |
| Chic Cheer                                                             | 1978 | —  | 1 | —  |    | Chic              |
| Chip off the Old Block                                                 | 1980 | 79 | — | 29 |    | Real People       |
| Le Freak (Oliver Heldens Remix)                                        | 2018 | —  | — | —  | 38 | single uniquement |
| « — » indique que la chanson n'est pas sortie ou classée dans le pays. |      |    |   |    |    |                   |

## Albums réalisés par Chic
| Titre               | Artiste                  | Année | Meilleur classement | Meilleur classement | Meilleur classement | Meilleur classement | Meilleur classement | Meilleur classement | Meilleur classement | Certifications                                           |
| Titre               | Artiste                  | Année | É-U                 | É-U R&B             | AUS                 | CAN                 | P-B                 | R-U                 | SUE                 | Certifications                                           |
| ------------------- | ------------------------ | ----- | ------------------- | ------------------- | ------------------- | ------------------- | ------------------- | ------------------- | ------------------- | -------------------------------------------------------- |
| Norma Jean          | Norma Jean Wright        | 1978  | —                   | —                   | —                   | —                   | —                   | —                   | —                   |                                                          |
| We Are Family       | Sister Sledge            | 1979  | 3                   | 1                   | 37                  | 4                   | 33                  | 7                   | —                   | - RIAA : Platine - BPI : Or                              |
| Love Somebody Today | Sister Sledge            | 1980  | 31                  | 7                   | —                   | —                   | —                   | —                   | 23                  |                                                          |
| Diana               | Diana Ross               | 1980  | 2                   | 1                   | 17                  | 8                   | 4                   | 12                  | 1                   | - RIAA : Platine - CRIA : Platine - NVPI : Or - BPI : Or |
| King of the World   | Sheila & B. Devotion     | 1980  | —                   | —                   | —                   | —                   | —                   | —                   | —                   |                                                          |
| KooKoo              | Debbie Harry             | 1981  | 25                  | —                   | 16                  | 17                  | —                   | 6                   | 7                   | - RIAA : Or - CRIA : Or - BPI : Argent                   |
| I Love My Lady      | Johnny Mathis            | 1981  | —                   | —                   | —                   | —                   | —                   | —                   | —                   |                                                          |
| Frostbite           | Fonzi Thornton (en)      | 1981  | —                   | —                   | —                   | —                   | —                   | —                   | —                   |                                                          |
| Soup for One        | Divers (bande originale) | 1982  | 168                 | 42                  | —                   | —                   | —                   | —                   | —                   |                                                          |